# Мейтнер, Филипп
Филипп Мейтнер (нем. Philipp Meitner; 24 августа 1839, Вшеховиц — 9 декабря 1910, Вена) — австрийский шахматист.

## Биография
Родился во Вшеховице в еврейской семье, происходившей из Маетина. Его отец Мориц Мейтнер (1806—?) был сыном Ицика Мейтнера — раввина и резника во Вшеховице; мать — Шарлотта (Лотти) Мейтнер (в первом браке Леви, урождённая Кон, 1811—?). 
Окончил Венский политехнический институт, доктор юриспруденции; с начала 1870-х годов практиковал как юрист. С юности играл в шахматы, в том числе со своим соучеником по институту Вильгельмом Стейницем. На протяжении всей жизни принимал участие в международных турнирах, проводившихся в Вене, более чем 40 лет состоял в Венском шахматном клубе. В 1878 году выиграл матч у Адольфа Шварца (6½-3½).
Наиболее известен благодаря партии, сыгранной им в 1872 году с Карлом Хампе и вошедшей в историю шахмат под названием «бессмертная ничья».
На протяжении многих лет состоял членом попечительского совета Австрийского союза израелитов. Скоропостижно скончался 9 декабря 1910 года от воспаления лёгких. Похоронен на старой еврейской секции Центрального кладбища в Вене.

## Семья
Жена (с 24 августа 1875 года) — Хедвига Сковран (нем. Hedwig Skowran, 1853—1924). В семье росло восемь детей. Дочь — физик Лизе Мейтнер. Внук — физик Отто Фриш.